# Wildendürnbach
Wildendürnbach – gmina w Austrii, w kraju związkowym Dolna Austria, w powiecie Mistelbach. Według Austriackiego Urzędu Statystycznego liczyła 1568 mieszkańców (1 stycznia 2014).